# تنسيق تبادل البيانات
تنسيق تبادل البيانات (.dif) هو إمتداد ملف نصي يرمز إلى تنسيق تبادل بيانات المستخدم لاستيراد/تصدير البيانات الخاصة بـ جداول البيانات بين تطبيقاتٍ مُختلفة. تَمَّ تطويرهُ بواسطة شركة سوفتوير آرتس [الإنجليزية] في أوائل الثمانينيات. وتَمَّ تضمينهُ في برنامج VisiCalc [الإنجليزية] الذي يُعتبر أول برنامج جداول بيانات لأجهزة الكمبيوتر الشخصية. هذه الإمتدادات محمية بحقوق الطبع والنشر اعتبارًا من عام 1981 وكانت علامة تجاريّة مسجلة لشركة سوفتوير آرتس [الإنجليزية] (رَسميًا: Software Arts Products Corp).

## دَعم
من التطبيقات التي لا تزال تدعم التنسيق هي كولابورا أونلاين [الإنجليزية] ومايكروسوفت إكسل وجنومریك [الإنجليزية] و لیبرأوفیس سالاس [الإنجليزية]. وأمّا التطبيقات التاريخية التي كانت تدعمها حتى نهاية عمرها الافتراضي أو لم تعد تقر بدعم التنسيق حاليًّا هي دي بيس [الإنجليزية] وبرنامج صانع الملفات [الإنجليزية] و فريمورك [الإنجليزية] ولوتس 1-2-3 و مولتيبلان [الإنجليزية] وأوبن أوفيس.أورج وستار أوفيس.

## المُلاحظات
1. ↑  قَد يُعرف تحت إسم ملف تبادل البيانات (بالإنجليزية: Data Interchange File)‏

## المَراجع
1. ↑  Iqbal, Kashif (10 Dec 2019). "DIF - Data Interchange File Format". docs.fileformat.com (بالإنجليزية الأمريكية). Archived from the original on 2022-05-06. Retrieved 2022-7-8.
2. ↑  "LibreOffice Calc – Supported File Formats". LibreOfficeHelp.com. 6 أكتوبر 2020. مؤرشف من الأصل في 2016-12-13. اطلع عليه بتاريخ 2020-09-08.
3. ↑  "File formats that are supported in Excel". support.microsoft.com. مؤرشف من الأصل في 2020-11-11. اطلع عليه بتاريخ 2021-09-08.